# 西园 (嘉善)
西园位于浙江省嘉兴市嘉善县西塘镇西街社区下西街7-23号，是西塘古镇最大的花园。
西园旧址在西街计家弄，系明代朱氏宅邸。1920年冬，柳亚子、陈巢南、余十眉、蔡韶声、陈觉殊等南社社友在此雅集吟诗并留影，题名为《西园雅集第二图》。
1990年西塘新辟公园，即新西园，面积16.6亩，假山亭池错落有致，内设“朱念慈扇面书法艺术馆”、“百印馆”、“南社陈列室”等。假山上有“醉雪亭”，“小山醉雪”为西塘八景之一。
2010年6月7日,西园公布为嘉善县文物保护单位。